# Марин, Ион
Ион Марин (рум. Ion Marin; род. 8 июля 1960 г. в Румынии) — австрийский дирижёр румынского происхождения.

## Биография
Учился в бухарестской Музыкальной академии имени Энеску, затем в зальцбургском Моцартеуме. В 1986 г. эмигрировал из Румынии. В 1987—1991 гг. по приглашению Клаудио Аббадо работал в Венской государственной опере, поставил широкий круг спектаклей в диапазоне от Вольфганга Амадея Моцарта до Альбана Берга. 1992 год стал для Марина годом мирового прорыва: в январе он дебютировал в США («Любовный напиток» Доницетти в Далласской опере), в апреле — в Париже («Сказки Гофмана» в Опере Бастилии, постановка Романа Поланского), в июне дирижировал «Севильским цирюльником» в Сан-Франциско, а в октябре впервые выступил в Метрополитен Опера («Семирамида» Россини).
В дальнейшем Ион Марин выступал также с Берлинским и Мюнхенским филармоническими оркестрами, был занят в спектаклях и концертах Ла Скала, Дрезденской оперы, Королевской Датской оперы и многих других театров. Анжела Георгиу, Роберто Аланья, Дмитрий Хворостовский, Пласидо Доминго и Чечилия Бартоли были партнерами Иона Марина.
Маэстро Марин трижды был номинантом премии Грэмми, в 2004 году был удостоен медали Альфреда Шнитке за особый вклад в музыкальное искусство.
С 2006 года Ион Марин — главный приглашённый дирижёр Национального филармонического оркестра России.
В 2008 году был музыкальным руководителем реконструкции спектакля Константина Станиславского «Евгений Онегин» в Михайловском театре, премьера спектакля, однако, была отложена театром на неопределенный срок.
Записал с Барбарой Хендрикс диск песен и арий Моцарта.

## Награды
- Командор ордена «За заслуги перед культурой»[рум.] в категории B «Музыка» (2010 год, Румыния)[4].